# 영재교육
영재교육(英才敎育) 또는 우수아교육은 재능이 뛰어난 아이들을 집중적으로 교육하는 것을 말한다. 우수아교육은 천재를 만드는 교육이 아니라, 우수아의 소질의 존재를 전제로 하여 그 발현(發現)을 촉진하는 방법이며, 우수아를 적응시키는 교육이다. 교육의 기회균등이란 관점에서 우수아교육의 중요성이 인정되어야 한다는 지적이 있다.

## 같이 보기
- 영재